# Новоникольск (Оренбургская область)
Новоникольск — село в городском округе город Новотроицк Оренбургской области.

## География
Находится на расстоянии примерно 10 километров по прямой на север-северо-запад от центра города Новотроицк.

## Климат
Климат континентальный с теплым летом, холодной зимой и недостаточным увлажнением в течение года. Среднемесячная температура наиболее холодного месяца (января) −6,4 °C, наиболее теплого (июля) +21,3 °C. Абсолютный максимум температуры составляет +42 °C, абсолютный минимум −44 °C. Продолжительность безморозного периода 132 суток. В распределении осадков в течение года отмечается два максимума (июль и декабрь), когда выпадает до 40 мм и один минимум (февраль), на который приходится около 25 мм. Основная сумма осадков выпадает в теплый период и составляет 238 мм. Высота снежного покрова от 40 см до 60 см. В течение года в среднем отмечается 140—145 дней со снежным покровом. В течение года преобладают западные направления ветра. Среднегодовая скорость ветра 3,8 м/сек. Число дней с сильным ветром (более 15 м/сек.) составляет 18 дней в год. Особенностью климата являются ежегодно повторяющиеся засухи и суховей. При этом наблюдается низкая относительная влажность и высокие температуры воздуха. Наиболее часто засухи и суховеи наблюдаются в июле и августе. В течение года наблюдается около 20 дней с туманом.

## История
В 1897 году некто Попов арендовал у башкир землю под хутор, где и поселился со своим семейством. По фамилии арендатора земель хутор назвали Поповкой или Поповский. Была недалеко от Поповки и мельница, построенная Поповым для переработки произведенного своим трудом зерна. Находилась она за современным металлическим железнодорожным мостом, а место то с тех пор прозвали Попихой. Уже в 20 годы 20 века он стал называться Никольский. До мая 1927 года входил в состав Орского уезда Оренбургской губернии, затем в Ново-Покровский район Оренбургской губернии. В 1996 года Новоникольск был включен в состав города Новотроицка.

## Население
Постоянное население составляло 294 человека в 2002 году (русские — 61 %, казахи — 30 %), 345 в 2010 году.